# Tabaibal-Cardonal
El tabaibal-cardonal es una formación vegetal mixta propia de las zonas bajas y costeras de las Canarias que puede llegar hasta los 700 m s. n. m. de altitud, en función de la topografía y orientación. Esta vegetación es de las más típicas y exóticas de las islas y es tan representativa que algunas de las plantas que la integran son reconocidas como símbolo regional: cardones, dragos y verodes. Formaciones análogas se dan en la vecina costa marroquí, como por ejemplo en el área del Parque nacional de Souss-Massa o en la zona de Sidi Ifni (Marruecos).
La característica fundamental de las especies que forman esta comunidad es su adaptación a las condiciones ambientales de baja humedad y altas temperaturas. Uno de los recursos más eficaces para luchar contra estas condiciones es la suculencia (engrosamiento de hojas y tallo para contener agua y jugos esenciales); si se le corta el tallo obtienes una especie de agua blanca. Suele estar presente en muchas de las especies que la componen junto con otros caracteres como la disminución o desaparición de hojas, los recubrimientos céreos, el engrosamiento de la epidermis y en algún caso, también la espinescencia.

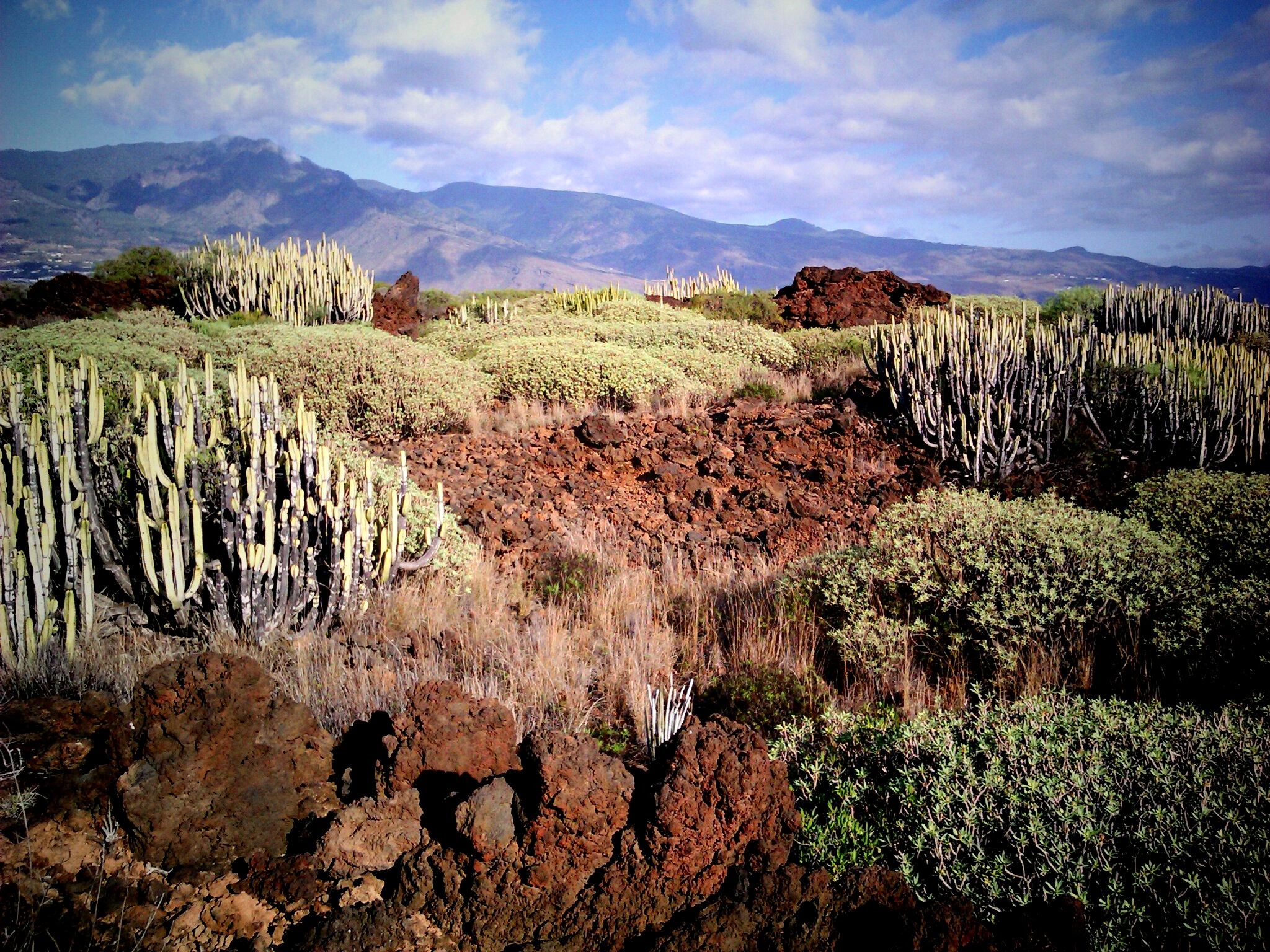
Tabaibal-cardonal en el Malpais de Güímar

Las plantas más características del tabaibal-cardonal son el cardón (Euphorbia canariensis) de la familia Euphorbiaceae, una planta crasa de aspecto cactiforme (parecido a un cactus) y forma de candelabro que puede llegar hasta los dos metros de altura, y las tabaibas (Euphorbia balsamifera, Euphorbia lamarckii, Euphorbia regis-jubae). Junto a ellas figuran una especie de la familia Asteraceae, el verode (Senecio kleinia), y un cortejo de plantas que en menor o mayor medida se han adaptado a las condiciones xéricas o salinas, entre las que podemos citar al balo (Plocama pendula), los cardoncillos (Ceropegia fusca y Ceropegia dichotoma) y algunos bejeques (especies de Aeonium).